# Apple Valley (Utah)
Apple Valley – miasto w Stanach Zjednoczonych, w stanie Utah, w hrabstwie Washington.